# Mafia (gioco)
Mafia (noto anche nelle varianti Strega, Lupi e contadini, Lupi e cittadini, Lupi del villaggio, Licantropi, Fortunella, Lupus in fabula, Lupus in tabula, Lupus) è un gioco di gruppo, basato sull'interazione sociale e sulla capacità deduttiva. Si avvicina per le sue dinamiche ai giochi di ruolo, pur non essendolo in senso stretto. Nel gioco, i partecipanti assumono il ruolo di cittadini di una città immaginaria, divisi tra innocenti e mafiosi. I membri della mafia assassinano ogni notte un abitante della città cercando di non far cadere i sospetti su di loro, mentre i cittadini innocenti cercano di individuare tra loro i mafiosi e giustiziarli.

## Origini
La creazione di Mafia è rivendicata dal russo Dimitry Davidoff nel 1986. Secondo alcune fonti però il gioco risalirebbe fino agli anni trenta sempre in Russia, ma potrebbe trattarsi di riferimenti al gioco di carte dell'Assassino. Dopo alcuni anni, nel 1998, il gioco venne giocato settimanalmente all'Università di Princeton, dove vennero inventati ruoli nuovi. Andrew Plotkin sostiene di avere inventato il tema dei lupi mannari nel 1997.

## Modalità di gioco
L'unica cosa necessaria per poter giocare è un gruppo sufficientemente numeroso di giocatori, di solito 8-24 giocatori. Non è necessario alcun altro materiale particolare,  ma a volte vengono usate delle carte per assegnare i ruoli ai giocatori. In genere è presente un narratore o moderatore che non partecipa direttamente al gioco. Il narratore conosce i ruoli dei giocatori e gestisce le varie fasi del gioco narrando quanto succede. Gli altri giocatori sono seduti in cerchio intorno a lui.
I ruoli vengono scelti all'inizio della partita, dal narratore oppure distribuendo le carte. Durante la prima notte i mafiosi si "svegliano" e si guardano, venendo a conoscenza della reciproca identità, mentre i cittadini in questa fase del gioco devono rimanere con gli occhi chiusi. Pertanto di fronte agli altri giocatori i mafiosi appaiono come comuni cittadini.
Nel gioco si susseguono le fasi del giorno e della notte. Quando il narratore annuncia la notte i giocatori si "addormentano" abbassando la testa e chiudendo gli occhi, dopodiché la Mafia si sveglia e sceglie una vittima la cui morte viene appresa dai cittadini all'alba. A quel punto inizia la fase diurna: i cittadini iniziano un dibattito per decidere chi tra loro ritengono colpevole, una volta raggiunto il consenso della maggioranza l'accusato viene giustiziato e (a seconda della variante che si sta giocando) viene rivelato qual era il suo vero ruolo. I cittadini "morti" non possono più interagire in alcun modo con il gioco in corso. Il gioco termina se tutti i membri della Mafia sono stati giustiziati oppure se almeno metà dei giocatori superstiti sono mafiosi, in questo caso i cittadini innocenti non hanno più alcun modo di vincere e il gioco viene considerato vinto dalla Mafia.

## Varianti
Per la stessa natura del gioco ne esistono numerose varianti, le quali possono complicare e modificare notevolmente le dinamiche del gioco. Possono per esempio essere introdotti nel gioco molti altri ruoli oltre a quelli classici. Il più diffuso è l'ispettore o detective, un cittadino innocente che ogni notte, dopo che la mafia si "riaddormenta", sceglie un giocatore: il narratore gli indica se questo è o meno un mafioso ed egli dovrà cercare di usare queste informazioni per guidare gli altri giocatori nelle loro scelte. Altri ruoli prevedono la presenza di persone che non possono essere uccise dai mafiosi (ma possono essere giustiziate).
Molto diffuso è anche la variante dei licantropi o lupi mannari, con un'ambientazione fantasy. Le modalità di gioco sono identiche ma invece dei mafiosi sono i lupi mannari che ogni notte sbranano un contadino innocente e al posto dell'ispettore può esserci un veggente. In questa variante l'ambientazione è quella di un tranquillo villaggio medievale che in un lunedì di luna piena viene assalito dai lupi mannari. Nella notte vari personaggi compiono il loro ruolo mentre di giorno c'è il consiglio del villaggio, in cui il personaggio con più voti viene mandato al rogo. Nel villaggio però si possono aggiungere tanti altri personaggi, per rendere il gioco ancora più intricato, così da dividere i giocatori in 2 fazioni, i buoni e i cattivi, e lo scopo del gioco diventa eliminare la fazione opposta. Tra i personaggi ricordiamo:
- Lupo (Cattivo): ha il compito, ogni notte, di uccidere un contadino. In alcune varianti i lupi hanno 7 notti di luna piena, dopodiché non potranno più uccidere per 7 notti, ma finite queste 7 riappare la luna piena e possono ricominciare ad uccidere per altre 7 notti.
- Contadino (Buono): di notte non ha alcun compito, di giorno vota al Consiglio.
- Angelo Custode (Buono): durante la prima notte indica un giocatore, se questi viene assalito, o mandato al rogo, muore al posto suo.
- Assassino (Cattivo): di notte uccide un giocatore a sua scelta.
- Notaio (Buono): quando comincia il gioco tutti i giocatori scrivono un testamento che lasciano al centro del tavolo. Quando muore un giocatore il notaio legge, di notte, il testamento in cui si può scrivere anche la carta che si ha, bugie, o volontà del giocatore. Se il notaio vorrà durante il giorno potrà dire ciò che ha letto nella notte.
- Bodyguard (Buono): Può scegliere chi difendere durante una notte.
- Veggente (Buono): può venire a conoscenza del ruolo di un giocatore durante le notti.

Versioni live, in cui la scansione del tempo nel gioco segue il ritmo della vita quotidiana, con il vantaggio di un maggior coinvolgimento dei giocatori, sono state proposte e sviluppate dagli studenti di vari Dipartimenti di Matematica, a partire da Parma e poi Pisa.

## Versioni commerciali
Esistono in commercio alcuni set di carte apposite con sopra raffigurati i vari personaggi. In Italia una versione chiamata Lupus in Tabula è diffusa dalla casa editrice DaVinci Games. Essa riprende il tema dei lupi mannari e comprende numerosi ruoli aggiuntivi.